# Rainer Lotz

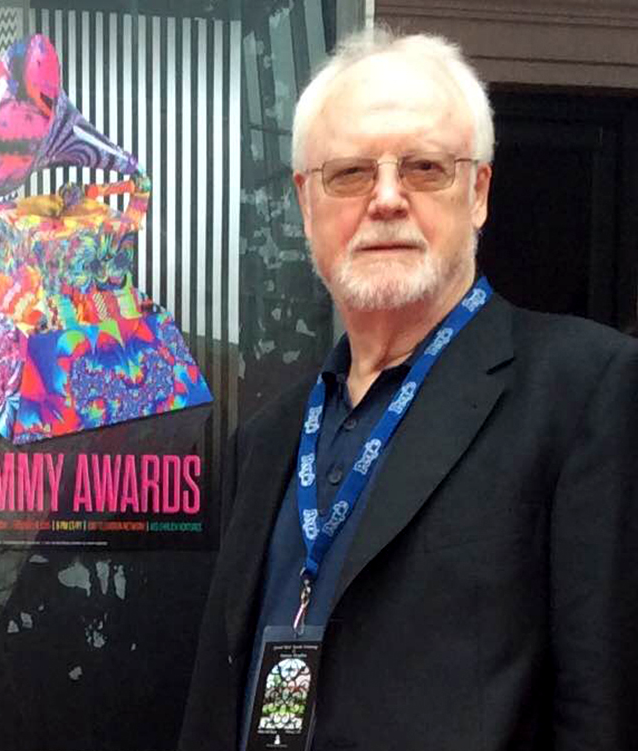
Rainer E Lotz, 2015, Ebell Theatre, Los Angeles - Grammy-Nominierung

Erich Rainer Lotz (* 1937 in Hamburg) ist ein deutscher Diskograf und Jazz-Historiker sowie auf Entwicklungshilfe spezialisierter Wirtschafts- und Politikwissenschaftler. Er lebt in Bonn.

## Leben
Lotz ist Maschinenbau-Ingenieur, Politologe und Wirtschaftswissenschaftler (Promotion 1965 in Karlsruhe über komparative Kosten in Entwicklungsländern), der für das Bundesministerium für wirtschaftliche Zusammenarbeit und Entwicklung (BMZ) in der Entwicklungshilfe arbeitete. Daneben ist er ein passionierter Plattensammler, veranstaltet Schallplattenauktionen und ist Autor zahlreicher Veröffentlichungen über historische Schallplattenaufnahmen, Radiogeschichte, Ragtime, Jazz, u. a. bei „Doctor Jazz“, „Storyville“, „Der Jazzfreund“, „Banjo Podium“, „Hot Jazz Info“, „Fox auf 78“ (Kolumne „Von Nadeln und Dosen“), „Der Schalltrichter“, „Schall und Rauch“, dem „Black Music Research Journal“, „78 Quarterly“, „International Discographer“, „IASA Journal“, „ARSC Journal“. Er ist Herausgeber der Deutschen National-Discographie, die alle in Deutschland hergestellten Schallplattenaufnahmen der Schellack-Zeit (78er Platten, um 1890 bis 1960) verzeichnen soll. Die Diskographie erscheint in den Serien Gesangsaufnahmen (Opern, Lieder), Kleinkunst, Tanzmusik, Sprachaufnahmen, Judaica, ethnische Aufnahmen. Seine Diskographien erscheinen u. a. im Eigenverlag Birgit Lotz Verlag, Bonn, und bei Greenwood Press. Als Jazzhistoriker erforschte er u. a. die im Auftrag des Reichspropagandaministeriums im Dritten Reich mit englischen Texten auftretende Jazz-Propagandaband „Charlie and his Orchestra“ und das frühe Wirken schwarzer Musiker in Europa.
1998 erhielt er den ARSC (Association of Recorded Sound Collections) Lifetime Achievement Award. 2017 erhielt er den IASA (International Asociation of Sound and Audiovisual Archives) Special Recognition Award. Lotz lebt in Bonn.  2014 erhielt er eine Grammy-Nominierung in der Kategorie Historical Album für die von ihm mit-verantwortete CD-Box Black Europe.
Ein Teil seiner Sammlung von über 60.000 Schellackplatten ging 2009 an die Library of Congress. Lotz wurde 2020 von der Hochschule für Musik Franz Liszt in Weimar mit der Ehrendoktorwürde ausgezeichnet. 2025 wurde ihm das Bundesverdienstkreuz am Bande verliehen.
Er ist der Sohn des Lyrikers und Literaturkritikers Erich Adolf Lotz. Seine Geschwister sind die Galeristin und Künstlerin Helga Brehm, der Plasmaphysiker Wolfgang Lotz und der Bankdirektor Erik-Ulf Lotz. Er ist der Vater des Jazzflötisten, Komponisten und Musikveranstalters Mark Alban Lotz.

## Werke (Auswahl)
- Grammophonplatten aus der Ragtime-Ära (= Die bibliophilen Taschenbücher, Bd. 141), Dortmund: Harenberg 1979, ISBN 978-3-88379-141-8 und ISBN 3-88379-141-5
- Deutsche Hot-Discographie. Cake Walk, Ragtime, Hot Dance & Jazz – ein Handbuch, Lotz Verlag 2006
- mit Ian Pegg (Hrsg.) Under the Imperial Carpet – Essays in black history 1780-1950, Rabbit Press, Crawley, Sussex 1986
- Hrsg. und Mitautor Black People, Entertainers of African descent in Germany and Europe, Lotz Verlag, Bonn 1997
- German Ragtime And Prehistory Of Jazz – Volume 1: The Sound Documents (in Deutsch und Englisch), Storyville 1985
- mit Ulli Heier The Banjo on Record – a Bio-Discography, Greenwood Press, Westport 1993
- Hrsg. Deutsche National-Discographie, Lotz Verlag, Bonn 1991 bis 2007, 24 Bände
- mit Horst Bergmeier Hitlers Airwaves – the Inside Story of Nazi Radio Broadcasting and Propaganda Swing, Yale University Press 1997, mit CD
- dieselben Charlie and his Orchestra – ein obskures Kapitel der deutschen Jazzgeschichte, in: Knauer (Hrsg.) Jazz in Deutschland, Darmstädter Beiträge zur Jazzforschung Bd. 4, 1996
- mit Bergmeier, Eisler Vorbei – Dokumentation jüdischen Musiklebens in Berlin 1933-1938, mit 11 CDs, Bear Family, Hambergen 2001
- mit Bergmeier, Kühn Lili Marleen an allen Fronten – ein Lied geht um die Welt, Bear Family 2005, mit 7 CDs (rund 200 verschiedene Aufnahmen werden vorgestellt)
- mit Kühn Zarah Leander – Kann denn Liebe Sünde sein, Bear Family 1997, 8 CDs
- mit Bergmeier Jazz in Deutschland – die Swing Jahre, Bear Family 2007, Jazz in Deutschland- vom Cakewalk zum Jazz, Bear Family 2008
- Live from the Cotton Club, Bear Family 2003, mit CDs
- Amerikaner in Europa, im Ausstellungskatalog Thats Jazz. Darmstadt 1988 (Wolber Hrsg.)
- Jazz under the Nazis, in: John E. Hasse: Jazz – the first century, New York 2000
- Lotz, Willinghofer Überlebensfrage Wasser – eine Ressource wird knapp, BMZ 1995 (und zahlreiche weitere Berichte für das BMZ)
- Rainer Lotz, Michael Gunrem, Stefan Puille: Das Bilderlexikon der deutschen Schellack-Schallplatten : The German record label book. (5 Bände.) Bear-Family-Records, Holste 2019, ISBN 978-3-89916-707-8.